# Roy Kinnear
Roy Mitchell Kinnear (Wigan, 8 de janeiro de 1934 - Madrid, 20 de setembro de 1988) foi um ator inglês.
Filho do jogador de rúgbi Roy Kinnear Muir, começou a carreira artística na década de 1950 fazendo teatro, porém, em 1945, fez uma breve participação no filme "The World Owes Me a Living".
Em toda sua carreira, foram mais de 65 filmes, como Taste the Blood of Dracula, On a Clear Day You Can See Forever, ambos de 1970, Willy Wonka and the Chocolate Factory, de 1971, Alice's Adventures in Wonderland, de 1972, Os Três Mosqueteiros, de 1973, entre outros, além de produções na televisão e no teatro.
Seu último trabalho foi nas gravações do filme "The Return of the Musketeers", em 1988. Em uma das cenas deste filme, o ator caiu de um cavalo, na cidade espanhola de Toledo, e quebrou um osso da pélvis. Transportado para Madri, morreu no dia seguinte, de ataque cardíaco.